# Інамбу
Інамбу (Rhynchotus) — рід птахів родини тинамових (Tinamidae). Рід містить два види, що поширені у Південній Америці.

## Види і підвиди
- Інамбу рудошиїй (Rhynchotus rufescens), поширений у центральній та північній Аргентині, Бразилії, Парагваї, Колумбії та на сході Перу,[2] та, можливо, Уругваї[3]
  - R. rufescens rufescnes, Перу, Болівія, Парагвай, південний схід Бразилії та північний схід Аргентини.[2]
  - R. rufescens catingae, поширений у центральній та південно-західній Бразилії
  - R. rufescens pallascens, поширений на північному заході Аргентини
- Rhynchotus maculicollis, поширений у Андах на півночі Аргентини та Болівії.